# 12:01 PM
Pour plus de détails, voir Fiche technique et Distribution.
12:01 PM est un thriller de science-fiction américain réalisé par Jonathan Heap et sorti en 1990.

## Synopsis
Myron Castelman est un homme ordinaire piégé dans une boucle temporelle qui l'oblige constamment à revivre la même heure toute sa vie. Il est la seule personne consciente de cette infortune. Pendant une boucle, il découvre qu'un scientifique, le professeur Nathan Rosenbluth, a prédit un événement qui correspond à son expérience. Myron l'appelle et lui explique ce qui se passe, cependant, Rosenbluth est très sceptique quant à ses affirmations. Au cours des boucles suivantes, Myron a du mal à reprendre contact avec Rosenbluth et, ce faisant, devient frustré au point de crier sur sa secrétaire et de jeter sa mallette sur la route. Finalement, il parvient à parler à Rosenbluth, qui rejette initialement Myron comme un fou, jusqu'à ce qu'il décrive la transition comme le scientifique l'avait prédit, notamment l’expression « la conscience est une variable indépendante », qui est au cœur des théories de Rosenbluth. Le professeur informe tristement Castleman qu'il n'y a rien à faire, ce qui rend Myron hystérique et se tire une balle. Il y a une brève pause jusqu'à ce que Myron se retrouve au début de la boucle, réalisant qu'il est piégé pour l’éternité.

## Fiche technique
- Titre original : 12:01 PM
- Réalisation : Jonathan Heap
- Scénario : Stephen Tolkin et Jonathan Heap, d'après la nouvelle de Richard A. Lupoff
- Musique : Stephen Melillo
- Photographie : Charlie Lieberman
- Montage : Hubert de La Bouillerie
- Décors : Robin Mancinetti
- Costumes : Susan Camusi
- Production : Teresa E. Kounin
  - Producteur délégué : Jana Sue Memel, Hillary Anne Ripps et Jonathan Sanger (en)
  - Producteur associé : Conrad L. Ricketts
- Sociétés de production : Chanticleer Films
- Société de distribution :
- Pays de production :  États-Unis
- Langue originale : anglais
- Format : couleur — 2,35:1
- Genre : Thriller de science-fiction
- Durée : 25 minutes
- Dates de sortie :
  - États-Unis : avril 1991 (Houston)

## Distribution
- Kurtwood Smith : Myron Castleman
- Jane Alden : Stephanie
- Don Amendolia : Professeur Nathan Rosenbluth
- Laura Harrington : Dolores Park
- John Bachelder : Blazer Driver
- Philip Morton : un passant
- Tom Reed : un passant
- Richard A. Lupoff : un passant